# فلسطين القانونية
فلسطين القانونية هي جماعة ضغط تركز على الدفاع عن الناس الذين يدعمون حقوق الفلسطينيين. يقع المقر الرئيسي للمجموعة في شيكاغو، إلينوي. مؤسستها ومديرها هي ديما الخالدي فلسطينية ولدت في بيروت ونشأت في الولايات المتحدة.

## النشاط
في عام 2015، نشرت منظمة فلسطين القانونية تقريرا مع مركز الحقوق الدستورية حول ما وصفته المنظمتان بأنه "استثناء فلسطين لحرية التعبير." خلال الأشهر الأربعة الأولى من عام 2015، أبلغت المنظمة عن استجابتها لـ 102 طلب من الجامعة الطلاب وأعضاء هيئة التدريس ل المساعدة القانونية، معظمها تنطوي على اتهامات بدعم ل الإرهاب ومعاداة السامية.
في عام 2019، أفاد محامون فلسطينيون بالرد على أكثر من 180 محاولة لقمع خطاب الطلاب وأكاديميون دعم الحقوق الفلسطينية.
في مايو 2021، تروثوت ذكرت أن فلسطين القانونية كانت تتعقب مشاريع القوانين التي من شأنها الإضرار بالدفاع عن حقوق الفلسطينيين منذ عام 2014.
ردا على 2023 هجوم حماس على إسرائيل قال ديلان سابا، وهو محام مع منظمة فلسطين القانونية، "المجد للمقاومة وشعب فلسطين". وصف سابا من قبل صحيفة إلى الأمام كجزء من جزء صغير من واليسار اليهودي وهذا يدعم هجوم حماس.